# Plesiotrochus souverbianus
Plesiotrochus souverbianus is een slakkensoort uit de familie van de Plesiotrochidae. De wetenschappelijke naam van de soort is voor het eerst geldig gepubliceerd in 1878 door Fischer.